# Präfektur des Päpstlichen Hauses
Die Präfektur des Päpstlichen Hauses (lateinisch Praefectura Domus Pontificiae) wurde in ihrer heutigen Form von Papst Paul VI. am 15. August 1967 durch das Motu proprio Pontificalis Domus errichtet und zuletzt durch Papst Franziskus in der Apostolischen Konstitution Praedicate Evangelium geregelt. Sie ist für die Angestellten sowie den reibungslosen Ablauf innerhalb des päpstlichen Haushalts zuständig. Alle nicht-liturgischen Zeremonien des Papstes werden von ihr vorbereitet und koordiniert.

## Geschichte
Ursprünglich hieß die Präfektur Präfektur des Apostolischen Palastes, wurde aber umgeformt und entstand in ihrer heutigen Form durch die Vereinigung des Maggiordomo Seiner Heiligkeit und der Zeremonienkongregation. Die Präfektur ist heute auch für die Funktionen des alten Maestro di Casa dei Sacri Palazzi, wie auch der Wappenkommission für den Päpstlichen Hof zuständig. Bereits 1968 übernahm sie die heutige Bezeichnung infolge der Wiederaufnahme des überlieferten Namens Päpstliches Haus. Ursprünglich den Ämtern der Kurie angehörend, nahm sie Papst Johannes Paul II. am 28. März 1986 mit der Apostolischen Konstitution Pastor Bonus aus dieser heraus, doch bleibt sie auch weiterhin ein Organ der Kurie. Sie sorgt sich vor allem für die Sicherung der inneren Ordnung der Casa Pontificia und ist auch für Disziplin und Dienst all jener zuständig, welche die Cappella Pontificia und die Famiglia Pontificia bilden.

## Organisation
Es gehört zu den Aufgaben der Präfektur, für die Ordnung bei Audienzen und Zeremonien im päpstlichen Palast zu sorgen, aber auch bei Papstbesuchen innerhalb und außerhalb Roms. Sie muss die öffentlichen und privaten päpstlichen Audienzen organisieren und regeln, für deren Ablauf früher ein Maestro di Camera sorgte. Seine Aufgabe bestand im Empfang der hohen Persönlichkeiten aus Kirche und Welt, die sich zur Audienz beim Heiligen Vater begaben und die er ihm vorstellte. Auch wachte er über den normalen Dienst während der Audienzen selbst. Eine weitere Aufgabe der Präfektur ist die Vorbereitung päpstlicher Zeremonien, wie Heiligsprechungen, Priester- oder Bischofsweihen, feierlichen Papstmessen etc. Hierbei fällt der streng liturgische Teil jedoch bereits in den Aufgabenbereich des Amtes für die Liturgischen Feiern des Papstes, die vorhergehenden Verfahren in die der Dikasterien für die Selig- und Heiligsprechungsprozesse, den Klerus bzw. die Bischöfe. Ferner trifft sie alle notwendigen Verfügungen, wenn der Papst die Vatikanstadt verlässt, um sich in seine Diözese Rom oder eine andere italienische Diözese zu begeben. Zusammen mit dem Staatssekretariat bereitet sie Pastoralbesuche im Ausland oder Staatsbesuche von Staatsoberhäuptern, Regierungschefs und Außenministern im Vatikan vor.
Das Protokoll der Präfektur setzt auch die Ordnung und den Rang fest, die bei diesen religiösen oder zivilen Zeremonien zu beachten sind, wenn im Vatikan Kardinäle ihren besonderen Rang bekommen müssen oder auch Botschafter oder andere beim Heiligen Stuhl beglaubigte Vertreter sich anmelden. Sie bestimmt auch die Präzedenzen für die verschiedenen kirchlichen, staatlichen oder militärischen Autoritäten des Vatikanstaates als einzig zuständiges Organ. Daher ist sie für die Fragen der Etikette maßgeblich.
Die Leitung der Präfektur ist stets einem Bischof mit dem Titel Präfekt des Päpstlichen Hauses anvertraut, der durch diese Aufgabe als Vertrauensmann des Papstes für die Verwaltung seines souveränen Hauses gilt. Zur Bewältigung seiner Aufgaben stehen ihm ein Regens, Assistent für Sprachen und ein Beamter für das Protokoll zur Seite. Er hat auch alle Angehörigen des Casa Pontificia für die jeweiligen religiösen und zivilen Zeremonien zusammenzurufen, ihre einzelnen Dienste festzulegen, über die Ordnung der Zeremonien selbst und alles zu wachen, was für ihren rechten und reibungslosen Ablauf nach den jeweils festgelegten Normen und Erfordernissen notwendig ist. Er muss ebenso für die Benennung aller Personen mit Zuweisung ihrer Aufgabe sorgen, die je nach Bedarf mitwirken.

## Wappen der Präfekten

Erzbischofswappen Gänswein im Pontifikat Franziskus’

Erzbischofswappen Gänswein während des Pontifikats Benedikts XVI.

Kardinalswappen von Mario Nasalli Rocca di Corneliano mit Wappen von Papst Paul VI.

Präfekten des Päpstlichen Hauses können das Papstwappen als Teil ihres eigenen Wappens führen. So zeigte das Erzbischofswappen Georg Gänsweins bis 2013 das Wappen von Papst Benedikt XVI., anschließend das Wappen von Papst Franziskus.

## Präfekten des Päpstlichen Hauses
- Mario Nasalli Rocca di Corneliano (1967–1969)

- Jacques-Paul Martin (1969–1986)
- Dino Monduzzi (1986–1998)
- James Michael Harvey (1998–2012)
- Georg Gänswein (2012–2023)
- derzeit vakant (seit 2023)